# Јездић
Јездић је српско презиме, патроним настао од Језда, умањеница од Јездимир. Носиоци презимена су распрострањени широм бивше Југославије. Може се односити на следеће особе:
- Јеврем Јездић (1916–1997), југословенски историчар, публициста и писац
- Љуба Јездић (1884–1927), српски герилац
- Ненад Јездић, српски глумац
- Оливер Јездић, југословенски музичар, члан Галије